# Nuraghe Gennerei
Il nuraghe Gennerei è un sito archeologico risalente al II millennio a.C. situato nel territorio del comune di Gonnesa, in Sardegna.

## Descrizione
Il nuraghe, di tipo complesso, si trova in località  S'acqua e sa Canna, nei pressi di Porto Paglia, a circa un chilometro dal complesso nuragico di Seruci, sull'altipiano costiero di Perdaias Manna. La struttura è circondata da una fitta vegetazione ed è possibile notare i cedimenti che si sono verificati nel corso dei secoli.
Nelle vicinanze del sito, nella valle sottostante, si trovano i resti di alcune capanne presumibilmente dello stesso periodo.